# جیمز بلیک (موسیقی‌دان)
جیمز بلیک (انگلیسی: James Blake؛ زادهٔ ۲۵ سپتامبر ۱۹۸۸) خواننده، موسیقی‌دان، تهیه‌کننده موسیقی، دی‌جی، خواننده-ترانه‌پرداز، و آهنگساز اهل بریتانیا است.
او در طول حرفه خود با هنرمندانی مانند کندریک لامار، بیانسه، فرانک اوشن و تراویس اسکات همکاری داشته‌است. او برنده دو جایزه مرکوری، یک جایزه گرمی و سه جایزه بریت شده‌است.